# Acanthopeltastes spineus
Acanthopeltastes spineus är en tvåvingeart som beskrevs av Günther Enderlein 1911. Acanthopeltastes spineus ingår i släktet Acanthopeltastes och familjen fritflugor. Inga underarter finns listade i Catalogue of Life.